# Вейншаль, Владимир Саулович
Владимир Саулович (Бенцион-Вольф Шевелевич, Бенцион Саулович, Вольф Саулович, Владимир Савельевич) Вейншал (26 декабря 1863, Гродно — 13 декабря 1943, Хайфа ) — врач, общественный деятель.

## Биография
Родился в Гродно в семье педагога и редактора Шевеля-Шмуэла (Саула) Абрамовича Вейншала (1839, Могилёв — 1903, Баку) и Цирл Абрамовны Каценеленбоген (1839, Вильна — 1886, Минск). Отец был учителем русского языка в Минске, секретарём издававшегося в Петербурге журнала «Восход», с 1889 года казённым раввином в Ревеле и с 1890 года — в Тифлисе; автор «Краткого учебного руководителя по еврейскому языку» (Варшава, 1877).
Получил образование в Минске, принимал активное участие в сионистском движении с момента его возникновения (до этого — в движении «Ховевей Цион», 1882—1883). Изучал естественные науки в Петербургском университете. В 1888 году окончил Императорскую медико-хирургическую академию, в 1890 году был принят на работу в одну из больниц Петербурга.
Из-за проблем со здоровьем был освобождён от военной службы и отправлен на Кавказ, сначала жил в Тифлисе. После вспышки холеры в 1892 году был в качестве бактериолога командирован в Кюрдамир и до 1922 года служил сначала сельским врачом в Маштагах, затем казённым врачом в Баку, в том числе врачом Бакинской тюремной больницы. С 1893 года семья жила в Баку на улице Пушкинской, дом № 14 (здесь же жили сёстры В. С. Вейншаля — Мария Сауловна и Надежда Сауловна). В 1902 году получил высочайшее разрешение устроить в Бакинском тюремном замке для содержащихся в нём арестантов «чтения с фонарём, вокально-инструментальные концерты и тому подобные развлечения». Избирался секретарём Общества врачей Баку (1906).
В период с 1917 по 1920 год редактировал русскоязычную сионистскую газету «Еврейский кавказский вестник» (Баку). В 1917 году был избран заместителем председателя Сионистской организации Кавказа и членом городского совета Баку. Читал лекции в Еврейском народном университете Баку (1918).
В 1922 году переехал с семьёй в подмандатную Палестину; в 1923—1924 годах — сельский врач в Реховоте, в 1924—1926 годах — муниципальный врач в Тель-Авиве, с 1928 года — частнопрактикующий врач в Хайфе. С 1928 года — председатель ЦК медицинской ассоциации Эрец-Исраэль.

## Семья

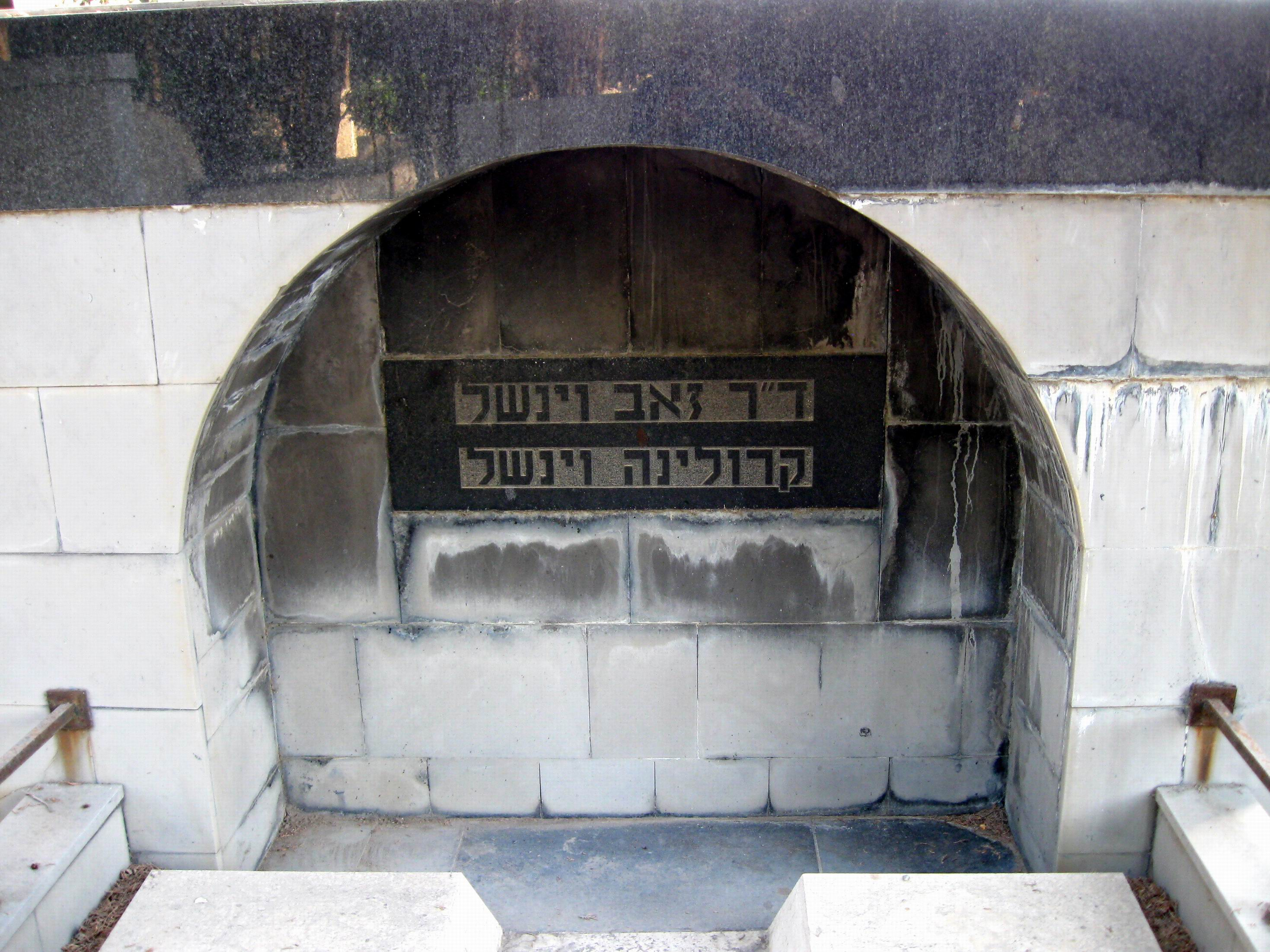

28 июня 1891 года в Могилёве женился на Крейне Арье-Лейбовне Ландау (впоследствии Каролине Львовне Вейншаль; 1868—1951), сестре инженера-нефтяника Давида Львовича Ландау (отца физика Льва Давидовича Ландау).
Дети:

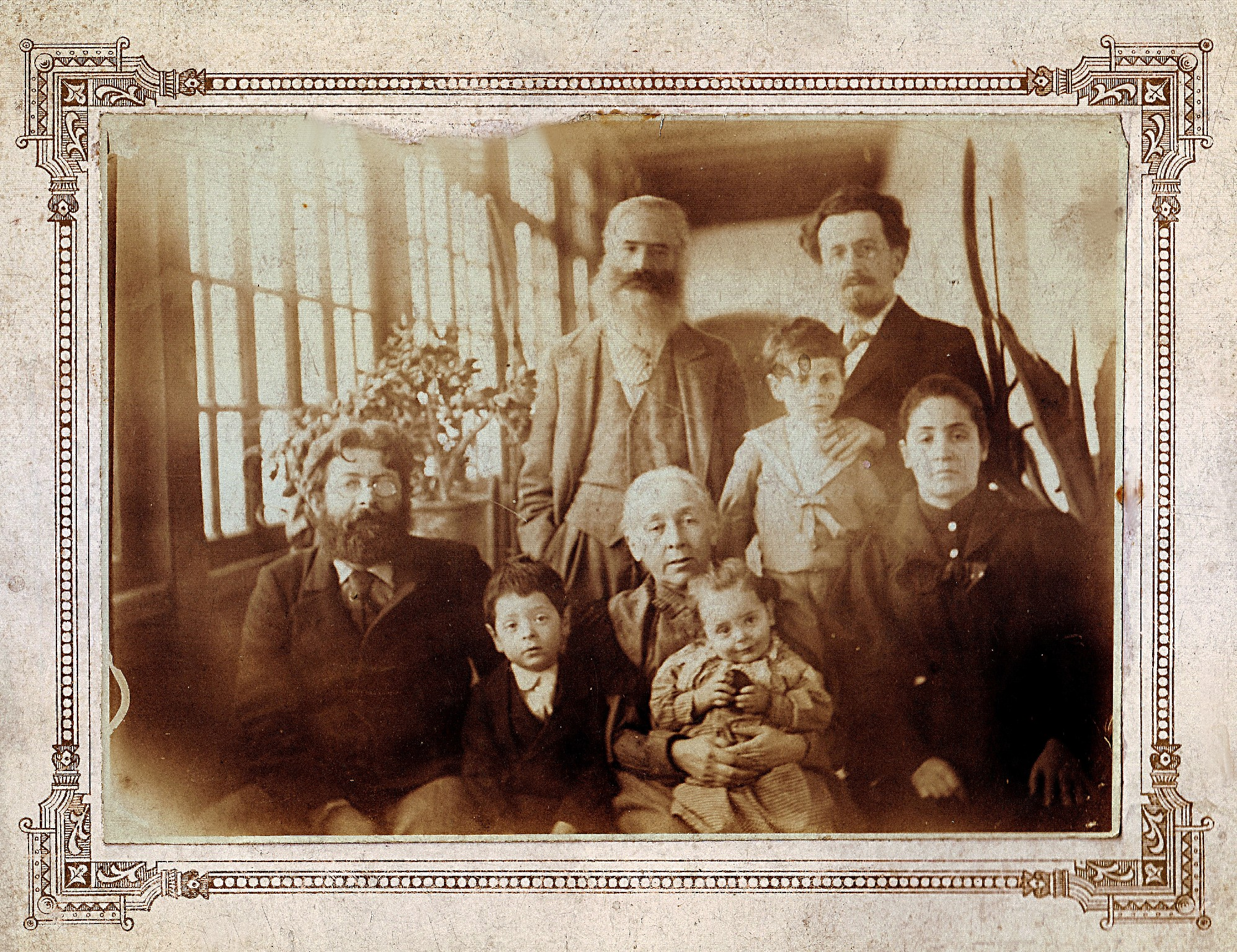
Баку 1897. Владимир Вейншал с семьёй Ландау (тесть и тёща Арье и Фейга, шурин Давид, жена Каролина)

- Яков Владимирович Вейншал (יעקב וינשל‎, 1 ноября 1892, Тифлис — 1981 Тель-Авив) — писатель, врач и один из лидеров Союза сионистов-ревизионистов, автор исторических романов на иврите; дебютировал в 1920 году в Баку[4].
- Абрам Владимирович Вейншал (1893, Кюрдамир — 1968, Хайфа) — израильский адвокат и правовед, общественный деятель, редактор; его жена — поэтесса Зинаида Вейншал (1900—1952).
- Элиезер Вейншал (28 февраля 1896, Баку — 1 января 1940, Тель-Авив)
- Рахель Вейншал Семья Вейншал в Хайфе

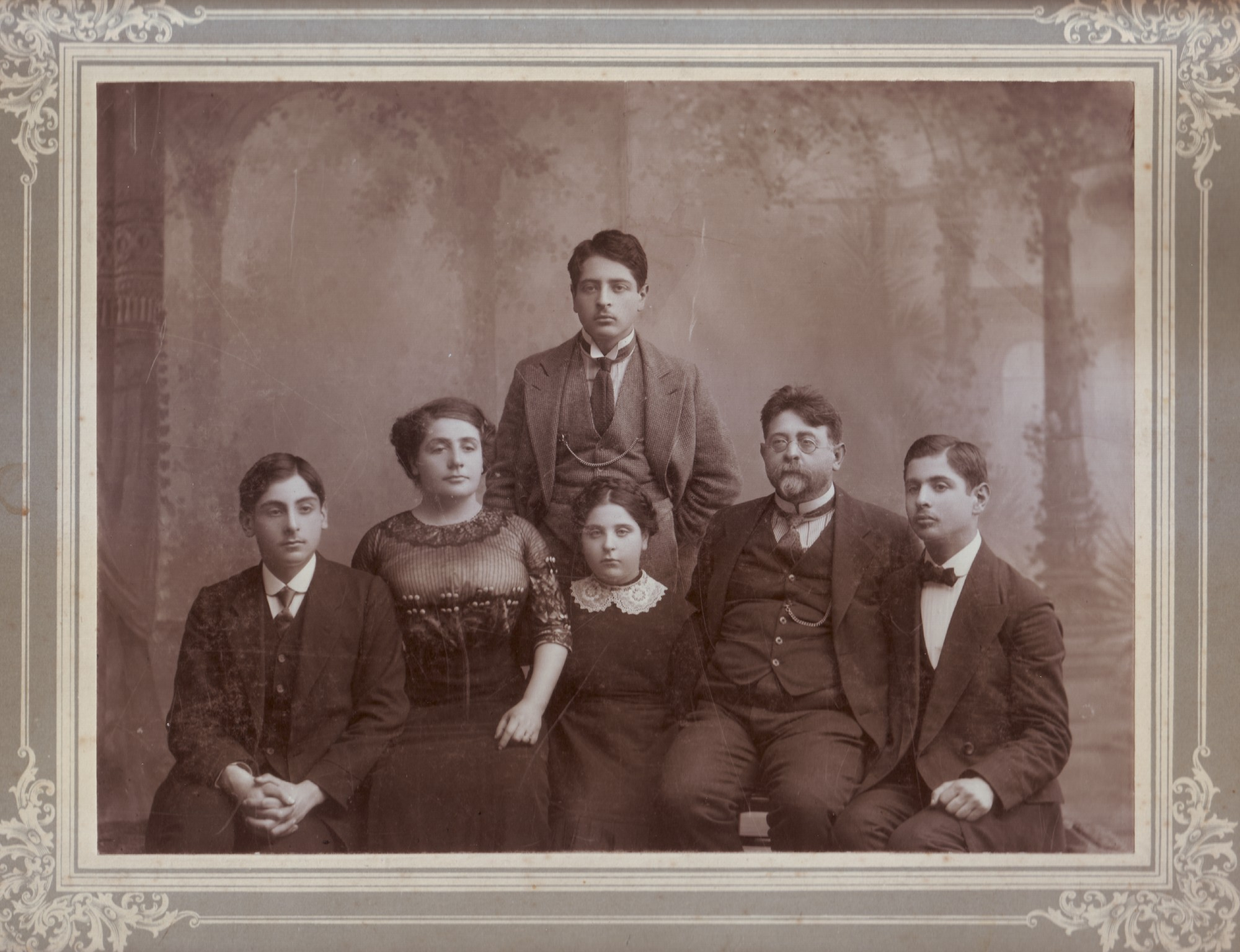
Семья Вейншал в Хайфе

Сестра, Мария Сауловна Вейншаль, была замужем за инженером и этнографом горских евреев Ильёй Шеребетовичем Анисимовым (1862—1928). Их дочь — актриса немого кино Гюльбике Щербатова (1898—?).